# Vinicio Diamanti
Vinicio Diamanti (Roma, 24 febbraio 1926 – Roma, 23 dicembre 2009) è stato un attore italiano.

## Biografia
(Intervista rilasciata al sito culturagay.it)
Nato nel rione Prati, dove ha sempre vissuto, nel 1944 viene riformato al servizio militare in quanto ritenuto "non abbastanza uomo". Omosessuale visibilmente effeminato (diceva di sé di essere nato uomo per sbaglio) studia canto da mezzosoprano e frequenta la facoltà di medicina senza laurearsi. Nel decennio degli anni cinquanta vive una tormentata relazione sentimentale con un compagno di università, che dura fino alla sua morte nel 1970, ma partecipa anche alla vita notturna e semi-clandestina del mondo gay romano, specie a Villa Borghese e al Circo Massimo. Nello stesso periodo inizia a dedicarsi alla sua grande passione per il teatro esibendosi in numeri di avanspettacolo con ruoli "en travestì" all'Ambra Jovinelli, al Principe di via Cola Di Rienzo, all'Oriente, all'Espero. Grazie alla conoscenza di altri attori omosessuali come Giorgia O'Brien, Dominot, Giò Staiano riesce ad affinare le sue doti di attore. Negli anni sessanta passa al teatro e al cinema, al fianco ad artisti come Franco Enriquez, Enrico Maria Salerno, Giancarlo Cobelli, Manuela Kustermann, Memè Perlini con tournée in tutta Italia. Nonostante le buone proposte che riceve Diamanti preferisce comunque il teatro al cinema, al punto da rifiutare una scrittura per La dolce vita di Federico Fellini per non dover rinunciare a una tournée con Valeria Moriconi e Vittorio Gassman. Negli ultimi anni si diletta come raffinata drag queen in feste e serate romane. Il suo ruolo cinematografico più conosciuto è probabilmente quello di Colomba Lamar, la drag queen di Delitto al Blue Gay.

### Morte
Muore a Roma il 23 dicembre 2009, all'età di 83 anni, presso la Casa di cura Sant'Antonio.

## Filmografia
- Come fu che Masuccio Salernitano, fuggendo con le brache in mano, riuscì a conservarlo sano, regia di Silvio Amadio (1972)
- Al di là del bene e del male, regia di Liliana Cavani (1977)
- Avere vent'anni, regia di Fernando Di Leo (1978)
- Voglia di donna, regia di Franco Bottari (1978)
- Il vizietto (La Cage aux folles), regia di Édouard Molinaro (1978) (Mercedes)
- Due pezzi di pane, regia di Sergio Citti (1979)
- Scusi, lei è normale?, regia di Umberto Lenzi (1979)
- Gay Salomé, regia di Michele Massimo Tarantini (1980)
- Pierino colpisce ancora, regia di Marino Girolami (1982)
- Fuori dal giorno, regia di Paolo Bologna (1983)
- Barcamenandoci, regia di Antonio Bido (1984)
- Er Moretto - Von Liebe leben, regia di Simon Bischoff (1984)
- Delitto al Blue Gay, regia di Bruno Corbucci (1984)
- Snack Bar Budapest, regia di Tinto Brass (1988)
- Arabella l'angelo nero, regia di Stelvio Massi (1989)
- La ragazza del metrò, regia di Romano Scandariato (1989)
- Giorni felici a Clichy, regia di Claude Chabrol (1990)
- Il ricatto - serie TV, 1 episodio (1991)
- Dentro Roma, regia di Francesco Costabile - cortometraggio (2006)